# Santa Cruz Futebol Clube
Il Santa Cruz Futebol Clube, noto anche semplicemente come Santa Cruz, è una società calcistica brasiliana con sede nella città di Recife, capitale dello stato del Pernambuco.

## Storia
Creato da un gruppo di 11 ragazzi di Recife, l'idea del nome Santa Cruz è venuta dal cortile della Chiesa di Santa Cruz, dove questo gruppo di giovani, di età compresa tra i 14 e i 16 anni, giocava a calcio – del resto , in quanto all'epoca non esistevano campi, poiché lo sport era ancora considerato d'élite.
I fondatori del club si sono incontrati in Rua da Mangueira n° 2, quartiere di Boa Vista, intorno alle 19:00. Erano presenti: Quintino Miranda Paes Barreto, José Luiz Vieira, José Glacério Bonfim, Abelardo Costa, Augusto Frankin Ramos, Orlando Elias dos Santos, Alexandre Carvalho, Oswaldo dos Santos Ramos e Luiz de Gonzaga Barbalho Uchôa Dornelas Câmara.
Il primo consiglio di amministrazione di Santa Cruz è stato istituito come segue:
- Presidente: José Luiz Vieira
- Vicepresidente: Quintino Miranda Paes Barreto
- Primo Segretario: Luiz Gonzaga Barbalho
- Direttore sportivo: Orlando Elias dos Santos

Durante l'incontro il nome della nuova associazione è stato definito "Santa Cruz Foot-Ball Club". I colori scelti erano il bianco e il nero. Nel 1915 il Santa Cruz adottò il rosso, diventando tricolore. Lo storico Leonardo Dantas afferma che il Santa Cruz ha sempre avuto empatia popolare ed è un club legato alla gioventù, che riunisce tutte le classi e razze, e i tre colori riflettono queste caratteristiche. Il nero è legato alla razza nera, il bianco alla razza caucasica e il rosso alle popolazioni indigene.
Il primo avversario del Santa Cruz fu il Rio Negro, all'epoca squadra regionale già esperta, nel campo del Derby, dove attirò un bel pubblico che voleva vedere giocare la "squadra dei ragazzi". La squadra, nonostante fosse abituata a giocare solo per strada, non era estranea al campo e ha ottenuto una vittoria impressionante con un punteggio di 7 a 0. La squadra era così composta: Waldemar Monteiro; Abelardo Costa e Humberto Barreto; Raimundo Diniz, Oswaldo Ramos e José Bonfim; Quintino Miranda, Sílvio Machado, José Vieira, Augusto Ramos e Osvaldo Ferreira.

## Palmarès

### Competizioni nazionali
- Campeonato Brasileiro Série C: 1

2013

### Competizioni regionali
- Copa do Nordeste: 1

2016

### Competizioni statali
- Campionato Pernambucano: 29

1931, 1932, 1933, 1935, 1940, 1946, 1947, 1957, 1959, 1969, 1970, 1971, 1972, 1973, 1976, 1978, 1979, 1983, 1986, 1987, 1990, 1993, 1995, 2005, 2011, 2012, 2013, 2015, 2016

### Altri piazzamenti
- Campeonato Brasileiro Série B:

Secondo posto: 1999, 2005, 2015
Terzo posto: 2002
- Campeonato Brasileiro Série D:

Secondo posto: 2011
- Copa do Nordeste:

Semifinalista: 2002, 2014, 2017, 2019